# Harmothoe pulchella
Harmothoe pulchella är en ringmaskart som först beskrevs av Johan Gustaf Hjalmar Kinberg 1856.  Harmothoe pulchella ingår i släktet Harmothoe och familjen Polynoidae. Inga underarter finns listade i Catalogue of Life.